# Альфа Рыси
А́льфа Ры́си (лат. α Lyncis) — ярчайшая звезда северного созвездия Рыси с видимой звёздной величиной +3.13. Единственная звезда созвездия, которой присвоено обозначение Байера. Основываясь на измерениях параллакса, звезда расположена на расстоянии 203 световых лет от Земли.
Эта звезда-гигант уже израсходовала водород в ядре и отошла от главной последовательности. Она расширилась до размера, приблизительно в 55 раз превышающего солнечный, и светится приблизительно в 673 раза ярче. Эффективная температура поверхности 3882 K, что ниже эффективной температуры поверхности Солнца 5778 K, придаёт Альфа Рыси оранжевый тон, что характеризует её как звезду спектрального класса K.
Предполагается, что Альфа Рыси является переменной с небольшой амплитудой звёздной величины от +3.17 до +3.12. Переменность по такому образцу свойственна звёздам с инертным углеродным ядром, окружённым гелиевой оболочкой, в которой идут термоядерные реакции, и предполагает дальнейшую эволюцию этой звезды в мириду.